# 사랑받는 여자
"사랑받는 여자"는 한국에서 제작된 한상훈 감독의 1993년 영화이다. 한영수 등이 주연으로 출연하였고 박금숙 등이 제작에 참여하였다.

## 출연

### 주연
- 한영수
- 진수아
- 안진수

## 기타
- 조명: 박창호